# Tricorynus productus
Tricorynus productus är en skalbaggsart som beskrevs av White 1965. Tricorynus productus ingår i släktet Tricorynus och familjen trägnagare. Inga underarter finns listade i Catalogue of Life.